# Héctor Elizondo
Héctor Elizondo (Nueva York, 22 de diciembre de 1936) es un actor estadounidense.

## Biografía

### Inicios
Su padre, Martín Echevarría Elizondo (un español nacido en un barco en el que sus padres viajaban desde España a Puerto Rico), era notario público y contable. Por su parte, su madre, Carmen Medina Reyes, era puertorriqueña descendiente de canarios. El matrimonio emigró a Nueva York, instalándose en el Upper West Side, como muchos puertorriqueños de la época, con la esperanza de encontrar una vida mejor. Los padres de Héctor tuvieron dos hijos, siendo Héctor el mayor de ellos. A una corta edad, demostró su talento en los deportes y en la música. Cuando tenía diez años de edad, cantó en su coro estudiantil. Durante la época de secundaria, se destacó en baloncesto y en béisbol, lo que le hizo participar en las ligas inferiores en equipos de béisbol.
En 1954, Elizondo entró a la preparatoria con la intención de ser profesor de historia. Durante sus estudios fue padre, debiendo abandonar la preparatoria para trabajar y así mantener a su familia. Luego se divorció y obtuvo la custodia de su hijo Rodd.
Entre 1962 y 1963, estudió danza en la Academia de Ballet de Carnegie Hall. En 1963, realizó sus primeras presentaciones, en Kill the One-Eyed Man y The Great White Hope.

### Carrera
En 1980, Garry Marshall quedó impresionado con su talento, y se convirtieron en buenos amigos, lo que ha rendido beneficios para ambos. Su primera película juntos fue Young Doctors in Love (1982), seguida de The Other Sister (1999). En algunas películas en que Elizondo trabajó, no aparece en los títulos de crédito. En Pretty Woman (1990), Marshall insistió acerca de aprovechar su crédito, aunque apareciera en pantalla únicamente diez minutos, y este papel le llevó una nominación al Globo de Oro.
Entre otros papeles, Elizondo ha interpretado a un bandido mexicano en Valdez is Coming (1971), un asesino en The Taking of Pelham 123 (1974), un detective de homicidios en American Gigolo (1980), nuevamente de detective en The Fan (1981), un hombre de familia en The Flamingo Kid (1984), un entrenador de fútbol americano en Necessary Roughness (1991), un dueño de una cafetería en Frankie and Johnny (1991) y un jefe de seguridad de la princesa en The Princess Diaries I y II. En The Princess Diaries II hay un guiño a la ascendencia del actor en una escena donde amenaza al antagonista con utilizar su inmunidad diplomática ("tengo inmunidad diplomática en 36 países, incluido Puerto Rico") para hacerle daño. Participó en la serie Cane, en donde interpreta a Pancho Duque, patriarca de una familia dueña de un ron. También fue el que interpretó la voz de Bane en Batman: el misterio de Batimujer (2003).

## Filmografía

### Cine
| Año  | Título                                                                   | Personaje                            | Notas                |
| ---- | ------------------------------------------------------------------------ | ------------------------------------ | -------------------- |
| 1963 | The Fat Black Pussycat                                                   |                                      |                      |
| 1969 | The Vixens                                                               | Inspector                            |                      |
| 1970 | The Landlord                                                             | Hector                               |                      |
| 1971 | Valdez Is Coming                                                         | Jinete mexicano                      |                      |
| 1971 | Born to Win                                                              | Vivian                               |                      |
| 1972 | Deadhead Miles                                                           | Personaje malo                       |                      |
| 1972 | Pocket Money                                                             | Juan                                 |                      |
| 1972 | Stand Up and Be Counted                                                  | Lou Kellerman                        |                      |
| 1974 | The Taking of Pelham One Two Three                                       | Sr. Grey                             |                      |
| 1975 | Report to the Commissioner                                               | Capitán D'Angelo                     |                      |
| 1976 | Diary of the Dead                                                        | Stan                                 |                      |
| 1977 | Thieves                                                                  | Man Below                            |                      |
| 1979 | Cuba                                                                     | Capt. Raphael Ramirez                |                      |
| 1980 | American Gigolo                                                          | Det. Sunday                          |                      |
| 1981 | The Fan                                                                  | Inspector de policía Raphael Andrews |                      |
| 1982 | Young Doctors in Love                                                    | Angelo / Angela Bonafetti            |                      |
| 1984 | The Flamingo Kid                                                         | Arthur Willis                        |                      |
| 1985 | Private Resort                                                           | The Maestro                          |                      |
| 1986 | Nothing in Common (Nada en común [Esp])                                  | Charlie Gargas                       |                      |
| 1987 | Overboard                                                                | Garbage Scow Skipper                 | No acreditado        |
| 1988 | Astronomy                                                                |                                      | Corto                |
| 1988 | Beaches                                                                  | Juez                                 | No acreditado        |
| 1989 | Leviathan                                                                | G.P. Cobb                            |                      |
| 1990 | Pretty Woman                                                             | Barnard Thompson                     |                      |
| 1990 | Taking Care of Business                                                  | Warden Frank Toolman                 |                      |
| 1991 | Final Approach                                                           | Dr. Dio Gottlieb                     |                      |
| 1991 | Necessary Roughness                                                      | Entrenador Ed Gennero                |                      |
| 1991 | Frankie and Johnny (Frankie y Johnny [Esp])                              | Nick                                 |                      |
| 1992 | There Goes the Neighborhood                                              | Norman Rutledge                      |                      |
| 1992 | Samantha                                                                 | Walter                               |                      |
| 1993 | Being Human                                                              | Dom Paulo                            |                      |
| 1994 | Backstreet Justice                                                       | Steve Donovan                        |                      |
| 1994 | Beverly Hills Cop III (Superdetective en Hollywood III [Esp])            | Jon Flint                            |                      |
| 1994 | Getting Even with Dad                                                    | Ten. Romayko                         |                      |
| 1994 | Exit to Eden                                                             | Dr. Martin Helifax                   |                      |
| 1995 | Perfect Alibi                                                            | Det. Ryker                           |                      |
| 1996 | Dear God                                                                 | Vladek Vidov                         |                      |
| 1997 | Turbulence                                                               | Ten. Aldo Hines                      |                      |
| 1999 | The Other Sister                                                         | Ernie                                |                      |
| 1999 | Entropy                                                                  | The Chairman                         |                      |
| 1999 | Runaway Bride                                                            | Fisher                               |                      |
| 2001 | Tortilla Soup                                                            | Martin Naranjo                       |                      |
| 2001 | The Princess Diaries                                                     | Joseph                               |                      |
| 2001 | How High                                                                 | Bill the Crew Coach                  |                      |
| 2003 | Batman: Mystery of the Batwoman (Batman: el misterio de Batimujer [Esp]) | Bane                                 | Voz. Directo-a-vídeo |
| 2004 | Raising Helen                                                            | Mickey Massey                        | No acreditado        |
| 2004 | The Princess Diaries 2: Royal Engagement                                 | Joe                                  |                      |
| 2004 | ¡Mucha Lucha!: The Return of El Maléfico                                 | Narrador, Anunciador de ring         | Voz                  |
| 2006 | I-See-You.Com                                                            | Greg Rishwain                        |                      |
| 2006 | The Celestine Prophecy (Las nueve revelaciones [Esp])                    | Cardenal Sebastian                   |                      |
| 2007 | Music Within                                                             | Ben Padrow                           |                      |
| 2007 | Georgia Rule (Lo dice Georgia [Esp])                                     | Izzy                                 |                      |
| 2007 | Love in the Time of Cholera (El amor en los tiempos del cólera [Esp])    | Don Leo                              |                      |
| 2010 | Valentine's Day                                                          | Edgar                                |                      |
| 2010 | New York Street Games                                                    | Él mismo / Narrador                  | Documental           |
| 2011 | New Year's Eve                                                           | Lester Kominsky                      |                      |
| 2014 | The Book of Life                                                         | Carlos Sanchez                       | Voz                  |
| 2016 | Mother's Day                                                             | Lance Wallace                        |                      |
| 2017 | The Lego Batman Movie                                                    | Commissioner James "Jim" Gordon      | Voz                  |
| 2021 | Music                                                                    | George                               |                      |
| 2021 | Rita Moreno: Just a Girl Who Decided to Go for It                        | Él mismo                             | Documental           |
| 2023 | Mr. Monk's Last Case: A Monk Movie                                       | Dr. Neven Bell                       |                      |

### Televisión
| Año        | Título                                          | Personaje                    | Notas                                                       |
| ---------- | ----------------------------------------------- | ---------------------------- | ----------------------------------------------------------- |
| 1967       | The Edge of Night                               | Dimitri                      | Episodios desconocidos                                      |
| 1968       | The Doctors                                     | Waiter                       | 2 Episodios                                                 |
| 1969       | The Jackie Gleason Show                         |                              | Episodio: "The Honeymooners: Mexican Hat Trick"             |
| 1971       | The Impatient Heart                             | Sr. Hernandez                | Película de televisión                                      |
| 1972       | All in the Family                               | Carlos Mendoza               | Episodio: "The Elevator Story"                              |
| 1973, 1976 | Kojak                                           | Det. Nick Ferro              | Episodio: "Web of Death" (T1)                               |
| 1973, 1976 | Kojak                                           | Carl Dettrow                 | Episodio: "A Need to Know"                                  |
| 1974       | Maude                                           | Cop                          | Episodio: "Speed Trap"                                      |
| 1975       | Baretta                                         | Jerry Damon                  | Episodio: "The Fire Man"                                    |
| 1975       | Columbo: A Case of Immunity                     | Hassan Salah                 | Película de televisión                                      |
| 1975, 1978 | The Rockford Files                              | John Micelli                 | Episodio: "Say Goodbye to Jennifer"                         |
| 1975, 1978 | The Rockford Files                              | Frank Falcone                | Episodio: "A Good Clean Bust with Sequel Rights"            |
| 1976       | Popi                                            | Abraham Rodríguez            | 11 Episodios                                                |
| 1976       | Wanted: The Sundance Woman                      | Pancho Villa                 | Película de televisión                                      |
| 1978       | The Dain Curse                                  | Ben Feeney                   | Película de televisión                                      |
| 1978       | The Eddie Capra Mysteries                       | Strickland                   | Episodio: "Dying Declaration"                               |
| 1980       | Freebie and the Bean                            | Det. Sgt. Dan "Bean" Delgado | 7 Episodios                                                 |
| 1982       | Medal of Honor Rag                              |                              | Película de televisión                                      |
| 1982       | Bret Maverick                                   | Sr. Gomez                    | Episodio: "The Hidalgo Thing"                               |
| 1982       | Honeyboy                                        | Emilio Ramirez               | Película de televisión                                      |
| 1983       | Feel the Heat                                   | Monkey Moreno                | Episodios desconocidos                                      |
| 1983       | Casablanca                                      | Capt. Louis Renault          | 5 Episodios                                                 |
| 1983       | Women of San Quentin                            | Capt. Mike Reyes             | Película de televisión                                      |
| 1984       | a.k.a. Pablo                                    | Jose Sanchez/Shapiro         | 6 Episodios                                                 |
| 1984       | Hill Street Blues                               | Insp. Joe Keenan             | Episodio: "Ewe and Me, Babe"                                |
| 1985       | Murder: My Reason of Insanity                   | Ben Haggarty                 | Película de televisión                                      |
| 1985       | Out of the Darkness                             | Padre George                 | Película de televisión                                      |
| 1985–1986  | Foley Square                                    | Jesse Steinberg              | 14 Episodios                                                |
| 1986       | Courage                                         | Nick Miraldo                 | Película de televisión                                      |
| 1986       | Amazing Stories                                 | Meadows                      | Episodio: "Life on Death Row"                               |
| 1986       | Matlock                                         | Det. Joe Peters              | Episodio: "The Cop"                                         |
| 1987       | Tales from the Hollywood Hills: Natica Jackson  | Morris King                  | Película de televisión                                      |
| 1987       | Night Heat                                      | Detective Hector Gurvin      | Episodio: "The Kid"                                         |
| 1987       | Down and Out in Beverly Hills                   | Dave Whiteman                | 13 Episodios                                                |
| 1988       | Addicted to His Love                            | Det. Currigan                | Película de televisión                                      |
| 1989       | Kojak: Ariana                                   | Edson Saunders               | Película de televisión                                      |
| 1989       | The Equalizer                                   | Ray Quintero                 | Episodio: "Past Imperfect"                                  |
| 1989       | Your Mother Wears Combat Boots                  | Sargento Burke               | Película de televisión                                      |
| 1990       | Sparks: The Price of Passion                    | Vic Ramos                    | Película de televisión                                      |
| 1990       | Dark Avenger                                    | Capt. David Strauss          | Episodio Piloto                                             |
| 1990       | Forgotten Prisoners: The Amnesty Files          | Hasan Demir                  | Película de televisión                                      |
| 1991       | Chains of Gold                                  | Ten. Ortega                  | Película de televisión                                      |
| 1991       | Finding the Way Home                            | Ruben                        | Película de televisión                                      |
| 1991–93    | The Pirates of Dark Water                       | Ioz                          | Voz. (T 1)                                                  |
| 1992       | The Burden of Proof                             | Alejandro "Sandy" Stern      | Miniserie                                                   |
| 1992       | Fish Police                                     | Don Calamari                 | Voz. Episodio: "Beauty's Only Fin Deep"                     |
| 1992       | Mrs. Cage                                       | Ten. Angel                   | Película de televisión                                      |
| 1993       | Jonny's Golden Quest                            | Atacama                      | Voz. Película de televisión                                 |
| 1993       | Tales from the Crypt                            | Leo Burn                     | Episodio: "As Ye Sow"                                       |
| 1993       | Animaniacs                                      | Stradivarius                 | Voz. Segmento: "The Cat and the Fiddle"                     |
| 1993       | The Addams Family                               | Ian Thundermane              | Episodio: "Double O Honeymoon"                              |
| 1994       | Picket Fences                                   | Dr. Phillip Watters          | Episodio: "Rebels with Causes"                              |
| 1994–95    | Aladdin                                         | Malcho                       | Voz. Episodios: "Rain of Terror" & "The Return of Malcho"   |
| 1994–2000  | Chicago Hope                                    | Dr. Phillip Watters          | 141 Episodios                                               |
| 1995       | Batman: The Animated Series                     | Sheldon Fallbrook            | Voz. Episodio: "The Terrible Trio"                          |
| 1995       | Jonny Quest vs. The Cyber Insects               | Attacama                     | Voz. Película de televisión                                 |
| 1996       | Gargoyles                                       | Zafiro                       | Voz. Episodio: "The Green"                                  |
| 1997       | Murphy Brown                                    | Él mismo                     | Episodio: "Blind Date"                                      |
| 1997       | Borrowed Hearts                                 | Javier Del Campo             | Película de televisión                                      |
| 1998       | Mikhail Baryshnikov's Stories from My Childhood |                              | Voz. Episodio: "Ivan and His Magic Pony"                    |
| 1998       | Early Edition                                   | Dr. Phillip Watters          | Episodio: "Mum's the Word"                                  |
| 1998       | Safe House                                      | Dr. Simon                    | Película de televisión                                      |
| 2001       | Kate Brasher                                    | Joe Almeida                  | 6 Episodios                                                 |
| 2001–04    | American Experience                             | Narrador                     | Episodios: "Zoot Suit Riots" & "Remember the Alamo"         |
| 2002       | Fidel                                           | Eddie Chibas                 | Miniserie                                                   |
| 2002       | The West Wing                                   | Dr. Dalton Millgate          | Episodio: "Dead Irish Writers"                              |
| 2002       | Street Time                                     | Fariz Hammoud                | Episodios: "No Excuses", "Betrayal" & "Reversal of Fortune" |
| 2002       | What's New, Scooby-Doo?                         | Dr. Guitirrez                | Episodio: "3-D Struction"                                   |
| 2003       | The Dating Experiment                           | Narrador                     | Episodios desconocidos                                      |
| 2003       | Without a Trace                                 | Padre Henry Stevens          | Episodio: "Revelations"                                     |
| 2003       | Miracles                                        | Padre "Poppi" Calero         | 4 Episodios                                                 |
| 2004       | Century City                                    | Martin Constable             | 9 Episodios                                                 |
| 2004       | Jack & Bobby                                    | Gerald Cruz                  | Episodio: "Chess Lessons"                                   |
| 2001–04    | Justice League                                  | Ten. Kragger                 | Voz. Episodios: "Starcrossed (1–3)"                         |
| 2004–06    | Justice League Unlimited                        | Ten. Kragger                 | Voz. Episodios: "Hunter's Moon" & "Ancient History"         |
| 2004–06    | Justice League Unlimited                        | Hath-Set                     | Voz                                                         |
| 2006       | Avatar: The Last Airbender                      | Wan Shi Tong                 | Voz. Episode: "The Library"                                 |
| 2006       | 10 Days That Unexpectedly Changed America       | Narrador                     | 10 Episodios                                                |
| 2007       | Cane                                            | Pancho Duque                 | 13 Episodios                                                |
| 2007–13    | Grey's Anatomy                                  | Carlos Torres                | 5 Episodios                                                 |
| 2008–09    | Monk                                            | Dr. Neven Bell               | 14 Episodios                                                |
| 2010       | Dora the Explorer                               | Wishing Wizzle               | Voz. Episodio: "Dora's Big Birthday Adventure"              |
| 2010       | Go, Diego! Go!                                  | King Vicuna                  | Episodio: "Diego Rescues Prince Vicuna"                     |
| 2011       | American Dad!                                   | Él mismo                     | Voz. Episodio: "Fartbreak Hotel" (Epi 8)                    |
| 2011       | ThunderCats                                     | Viragor                      | Voz. Episodio: "The Forest of Magi Oar"                     |
| 2011–21    | Last Man Standing                               | Ed Alzate                    | Personaje principal                                         |
| 2013       | The Legend of Korra                             | Wan Shi Tong                 | Voz. Episodio: "A New Spiritual Age'"                       |
| 2015       | Cristela                                        | Ed Alzate                    | Episodio: "Last Goose Standing"                             |
| 2015       | Jake and the Never Land Pirates                 | Capitán Colossus             | Voz. Episodio: "The Legion of Pirate Villains!"             |
| 2016–18    | Elena of Avalor                                 | Fiero                        | Voz. 6 Episodios                                            |
| 2017–20    | Mickey and the Roadster Racers                  | Grandpa Beagle               | Voz. 5 Episodios                                            |
| 2021       | Explained (TV series)                           | Narrador                     | 1 Episodio                                                  |

## Premios

### Globo de Oro
| Año  | Categoría                              | Película     | Resultado |
| ---- | -------------------------------------- | ------------ | --------- |
| 1990 | Globo de Oro al mejor actor de reparto | Pretty Woman | Candidato |